# شهرك سبتون (مقاطعة دهلران)
شهرك سبتون (بالفارسية: شهرک سپتون) هي قرية تقع في قسم دشت عباس الريفي (مقاطعة دهلران) في إيران. يقدر عدد سكانها بـ 506 نسمة بحسب إحصاء 2016.